# Kay Walsh
Kathleen « Kay » Walsh est une actrice et scénariste anglaise, née le 27 août 1911 à Londres, dans le quartier de Chelsea, où elle est morte le 16 avril 2005.

## Biographie
Au cinéma, Kay Walsh apparaît dans une cinquantaine de films (majoritairement britanniques, plus quelques films américains ou coproductions), entre 1934 et 1972, avant une ultime prestation dans La Nuit de l'évasion de Delbert Mann, coproduction américano-britannique sortie en 1982 (avec John Hurt et Beau Bridges).
Mariée au réalisateur David Lean de 1940 à 1949 (divorce), elle joue durant cette période dans trois de ses films, Ceux qui servent en mer (1942, coréalisé par — et avec — Noël Coward), Heureux Mortels (1944, avec Robert Newton et Celia Johnson) et enfin Oliver Twist (1948, avec Alec Guinness et Robert Newton).
Parmi ses autres films notables, citons Le Grand Alibi d'Alfred Hitchcock (1950, avec Marlene Dietrich et Jane Wyman), La Reine vierge de George Sidney (1953, avec Jean Simmons et Stewart Granger), ou encore Les Fanfares de la gloire de Ronald Neame (1960, avec Alec Guiness et John Mills).
En 1960, elle obtient une nomination au British Academy Film Award de la meilleure actrice dans un rôle principal, pour De la bouche du cheval de Ronald Neame (1958, avec Alec Guiness).
En marge de son activité d'actrice, Kay Walsh contribue au scénario de trois films, Pygmalion d'Anthony Asquith et Leslie Howard (1938), Les Grandes Espérances de David Lean (1946) et Oliver Twist pré-cité.
À la télévision, entre 1956 et 1979, elle collabore à neuf séries, dont Alfred Hitchcock présente (1961) et Alias le Baron (1966).

## Filmographie partielle

### Au cinéma
(films britanniques, comme actrice, sauf mention contraire ou complémentaire)
- 1934 : Get Your Man de George King
- 1936 : Le Secret de Stamboul (Secret of Stamboul) d'Andrew Marton
- 1938 : Pygmalion d'Anthony Asquith et Leslie Howard (dialogues additionnels)
- 1938 : Meet Mr. Penny de David MacDonald
- 1939 : Sons of the Sea de Maurice Elvey
- 1940 : The Second Mr. Bush de John Paddy Carstairs
- 1940 : The Chinese Bungalow de George King
- 1942 : Ceux qui servent en mer (In which we serve) de Noël Coward et David Lean
- 1944 : Heureux Mortels (This Happy Bread) de David Lean
- 1946 : Les Grandes Espérances (Great Expectations) de David Lean (scénariste)
- 1947 : L'Homme d'octobre (The October Man) de Roy Ward Baker
- 1948 : Vice Versa de Peter Ustinov
- 1948 : Oliver Twist de David Lean (+ scénariste)
- 1950 : Vacances sur ordonnance (Last Holiday) d'Henry Cass
- 1950 : Le Grand Alibi (Stage Fright) d'Alfred Hitchcock
- 1950 : L'Aimant (The Magnet) de Charles Frend
- 1951 : La Boîte magique (The Magic Box) de John Boulting
- 1952 : Rapt (Hunted) de Charles Crichton
- 1953 : La Reine vierge (Young Bess) de George Sidney (film américain)
- 1954 : Casaque arc-en-ciel (The Rainbow Jacket) de Basil Dearden
- 1954 : Lease of Life de Charles Frend
- 1955 : Cast a Dark Shadow de Lewis Gilbert
- 1956 : C'est formidable d'être jeune (Now and Forever) de Mario Zampi
- 1958 : De la bouche du cheval (The Horse's Mouth) de Ronald Neame
- 1960 : Les Fanfares de la gloire (Tunes of Glory) de Ronald Neame
- 1961 : Bobby des Greyfriars (Greyfriars Bobby) de Don Chaffey (film américain)
- 1961 : Lunch Hour (en) de James Hill
- 1962 : La Chambre indiscrète (The L-Shaped Room) de Bryan Forbes
- 1963 : 80,000 Suspects de Val Guest
- 1964 : Le Plus Grand Cirque du monde (Circus World) d'Henry Hathaway (film américain)
- 1964 : Beauty Jungle de Val Guest
- 1965 : Sherlock Holmes contre Jack l'Éventreur (A Study in Terror) de James Hill
- 1965 : He Who Rides a Tiger de Charles Crichton
- 1966 : Pacte avec le diable (The Witches ou The Devil's Own) de Cyril Frankel
- 1969 : Taste of Excitement (en) de Don Sharp
- 1970 : Chambres communicantes (Connecting rooms) de Franklin Gollings
- 1970 : Scrooge de Ronald Neame
- 1972 : Dieu et mon droit (The Ruling Class) de Peter Medak
- 1982 : La Nuit de l'évasion (Night Crossing) de Delbert Mann (film américano-britannique)

### À la télévision (séries)
- 1961 : Alfred Hitchcock présente (Alfred Hitchcock presents)
  - Saison 7, épisode 9 Détective très privé (I, Spy) de Norman Lloyd
- 1964 : Le Monde merveilleux de Disney (The Wonderful World of Disney ou Disneyland)
  - Saison 10, épisodes 17, 18 et 19 L'Épouvantail, 1re, 2e et 3e parties (The Scarecrow of Romney Marsh, Parts I, II & III) de James Neilson
- 1966 : Alias le Baron (The Baron)
  - Saison unique, épisode 9 Mortelle Découverte (And Suddenly you're dead)

## Nomination
- 1960 : British Academy Film Award de la meilleure actrice dans un rôle principal, catégorie meilleure actrice britannique, pour De la bouche du cheval.